# Locomotiva FS 606
La locomotiva gruppo 606 era una locomotiva a vapore con tender per servizio merci delle ferrovie imperial-regie di stato austriache 
che le Ferrovie dello Stato Italiane immisero nel proprio parco rotabili in conto riparazioni di guerra alla fine della prima guerra mondiale. 

## Storia
La locomotiva immatricolata come FS 606.001 proveniva dal parco macchine delle ferrovie di stato austriache ove era stata immatricolata come kkStB 360.23. Era stata costruita dalla Floridsdorf Lokomotivfabrik nel 1904 per la Österreichische Nordwestbahn e classificata ÖNWB XVIIb 273 dato che era una locomotiva compound. In seguito alla sconfitta dell'Austria nella "Grande Guerra" seguì il destino di molte altre macchine e venne assegnata all'Italia; rimase tuttavia un esemplare unico con poche possibilità di utilizzazione (anche per il suo impianto di frenatura a vuoto) per cui venne presto accantonata (nel 1923) e demolita.

## Caratteristiche
La locomotiva era a 2 cilindri a doppia espansione, di rodiggio 1-3-0 con le tre ruote motrici, da 1.404 mm, accoppiate a biella con azionamento sull'asse centrale. Il carrello di guida anteriore "Adams" era da 1.009 mm. Il passo rigido era di 3.570 mm. 
La caldaia era tarata a una pressione di esercizio di 13 bar. La velocità era di 65 km/h.